# Boyne River Bridge
De Boyne River Bridge is een tuibrug in Ierland. De brug overspant de rivier Boyne, 3 kilometer ten westen van de stad Drogheda op de grens tussen de graafschappen Meath en Louth. Het is een onderdeel van de autosnelweg M1. Tot 2009, voor de opening van de River Suir Bridge in de N25, was het de langste tuibrug van Ierland. 
Vanwege mogelijke nadelen voor het milieu werd een aparte milieueffectrapportage gehouden voor de brug, naast die van de M1. Dit was de eerste officiële milieueffectrapportage voor een brug.
In 2006 won de brug de civiele versie van de Excellence Award van de Vereniging van Raadgevende Ingenieurs van Ierland (Association of Consulting Engineers of Ireland). De brug werd gebouwd van en to 2003 en werd ontworpen Roughan en O’Donovan, die in 2005 de ACEI Presidential Award wonnen voor het ontwerp.